# Exdorf
Exdorf este o fostă comună din landul Turingia, Germania. De la 1 decembrie 2007 aparține de comuna Grabfeld.